# リア・デ・アロウサ
リア・デ・アロウサ（ガリシア語: Ría de Arousa）はガリシア州のリア（入江）のうち最も規模が大きい。リアデアローサとも表記する。リアス・バイシャスを構成、北にはリア・デ・ムーロス・エ・ノイア、南にはリア・デ・ポンテベドラがあり、その間に位置する。北はバルバンサ半島（ア・コルーニャ県）、南はサルネス半島（ポンテベドラ県）に挟まれている。
リア・デ・アロウサはガリシアのリアのうち最大で、リアの出口付近の最深部は64mに達するが、その他の多くの基準点ではそこまでには達していない。湾内には多くの島・小島が存在するが、アロウサ島、ア・トシャ島（温泉保養施設があることで知られ、5つ星までのホテルが立ち並ぶ）、リアの出口に位置するサルボラ島、最奥部の河口付近のコルテガーダ島などが主要な島である。リアに注ぐ主要河川は最奥部のウジャ川とカンバードスとオ・グローベ半島によって形作られる入り江に注ぐウミア川である。
自治体としてはリアの北部にリベイラ、ア・ポブラ・ド・カラミニャル、ボイロ、リアンショ、南部にビラガルシーア・デ・アロウサ、ビラノーバ・デ・アロウサ、カンバードス、オ・グローベ、そして湾内に浮かぶアロウサ島のア・イジャ・デ・アロウサなどがある。
リアの北側はア・コルーニャ県で、全体的に急峻な地形で、バルバンサ山が海岸近くまで迫っている。沿岸部は急に深くなっており、海底には砂の層がひろがる。
リアの南側はポンテベドラ県で、ウミア川によって堆積層が形成され、浅く砂地の海底が広がっており、そこではアサリ、ハマグリ、ザルガイの二枚貝の養殖されている。この南部地域はリア・デ・ポンテベドラ側と隔てるカストロベ山まで比較的平坦な地形が続き、ガリシアで特徴的なミニフンディオが多く見られ、野菜（パドロン、トマト、レタス、豆類など）あるいはブドウなどの作物が生産される。サルネス地域でのブドウ栽培はその多くが白ブドウ種（アルバリーニョ種、ロウレイラ種、カイーニョ・ブランコ種、トレイシャドゥーラ種など）であるが、赤ブドウ種（カイーニョ・ティント種、オハ・レドンダ種）やロゼ・ブドウ種も栽培される。
リア・デ・アロウサはその物理的条件と海流によって植物プランクトンが豊富で、そのことがこの海域に魚介類の豊かさをもたらしており、バテアと呼ばれる養殖いかだによるムール貝の養殖で世界的な産地となっている。また漁獲高も豊富なことで知られる。近年は海洋汚染問題、水力発電所の建設による河川流量の減少と漁業生産高の減少、特にイワシ、カタクチイワシ、アジ、サバなどの漁獲量の減少が危惧されている。
南部のオ・グローベ付近の入り江、砂丘、ラグーン、島嶼などは1989年にラムサール条約登録地となった。